# Беляночка и Розочка

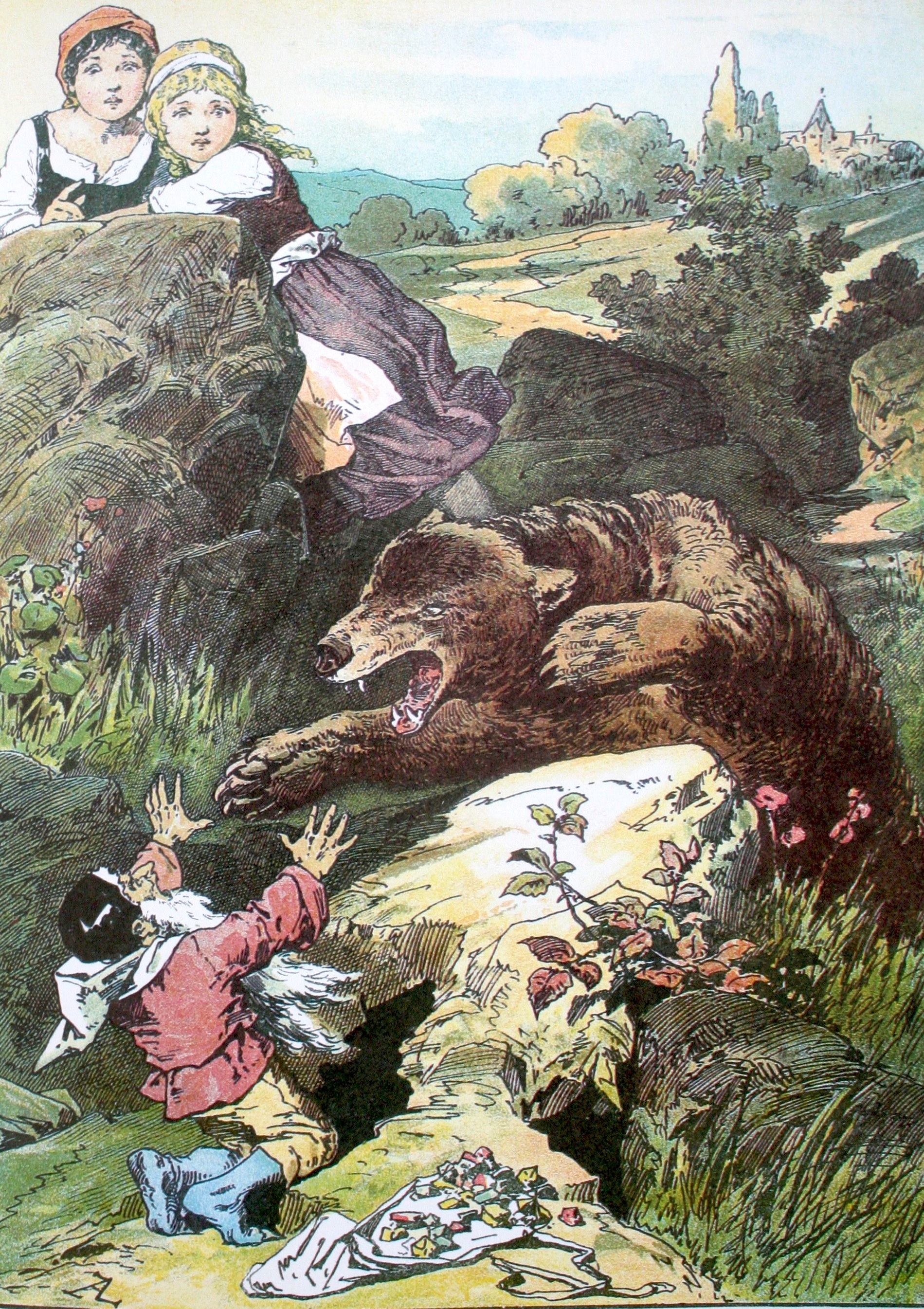
Беляночка с Розочкой и карлик с медведем (изображение А. Цика)

Беляночка и Розочка (нем. Schneeweißchen und Rosenrot) — немецкая сказка, наиболее известный вариант которой представлен в «Детских и домашних сказках» братьев Гримм под номером 161. Также встречается в «Альманахе сказок 1827 года»[de] Вильгельма Гауфа.
Другие переводы названия: «Белоснежка и Алоцветик» (перевод Григория Петникова), «Белоснежка и Краснозорька» (пересказ Тамары Габбе). Согласно указателю Аарне-Томпсона, сказка относится к типу 426 — «две девочки, медведь и карлик».
Более ранняя и краткая версия, «Неблагодарный карлик», была написана Каролиной Шталь. Фактически это наиболее старый вариант сказки, потому что её предыдущие устные версии неизвестны, хотя некоторые были собраны после её публикации. Устные варианты этой сказки известны на ограниченной территории.

## Экранизации
- Беляночка и Розочка — кинофильм режиссёра Зигфрида Хартмана. Производство: ГДР, 1979 год.
- Белоснежка и Краснозорька. Диафильм. 1991 год.

## Переосмысления
- Snow White & Rose Red — комикс издательства Zenescope Entertainment, переосмысливающий сказку в современном ключе, вышедшей в рамках серии Grimm Fairy Tales
- Rosenrot (песня) — (Розочка) — девятнадцатый сингл группы Rammstein. Сюжет песни основан на стихотворении Гёте «Дикая роза» и сказке братьев Гримм № 161 Беляночка и Розочка,